# FIFA 19
FIFA 19 è un videogioco di calcio sviluppato da EA Sports, pubblicato il 28 settembre 2018 per PlayStation 3, PlayStation 4, Xbox 360, Xbox One (con Kinect), Microsoft Windows  e Nintendo Switch.
Si tratta del 27º titolo della celebre serie. Inizialmente il ruolo di testimonial fu affidato a Cristiano Ronaldo. Successivamente fu sostituito da De Bruyne, Dybala e Neymar.
Annunciato il 6 giugno 2018 durante la conferenza stampa al E3 2018. Il gioco presenta per la prima volta le competizioni UEFA per club, compresa la UEFA Champions League. Il compositore Hans Zimmer e il rapper Vince Staples hanno registrato un remix dell'inno della UEFA Champions League specifico per il gioco.
È l’ultimo gioco ad essere stato messo in commercio per PS3 e Xbox 360. Queste due versioni sono denominate “Legacy Edition”.

## Modalità di gioco

### Nuove caratteristiche
- Nuovo sistema Active Touch: permette un controllo migliore.
- Tattiche dinamiche: garantiscono un'impostazione più profonda e accessibile della squadra.
- Scontri 50/50: trasmettono una maggiore fisicità e richiedono una buona dose di abilità per conquistare il pallone.
- Finalizzazione a tempo: aumenta il controllo in attacco.
- Nuova modalità Calcio d'inizio con cinque nuovi tipi di partite: UEFA Champions League; regole personalizzate (modalità sopravvivenza, niente regole, tiri da fuori, il primo a..., colpi di testa e tiri al volo); serie; andata e ritorno; finali di coppa.
- Nuova modalità in FIFA Ultimate Team: Division Rivals nella quale te la vedrai contro altri giocatori nella tua divisione per ottenere premi settimanali a scelta con cui migliorare la tua rosa.

### Il Viaggio: Campioni
In questa modalità, oltre ad Alex Hunter sono disponibili Kim Hunter e Danny Williams.
- Alex Hunter - Il giocatore cresciuto nel campionato inglese e che ha giocato un anno in MLS con gli LA Galaxy e un altro con il Paris Saint-Germain, Atlético Madrid o Bayern Monaco, riesce a coronare il suo sogno: giocare nel Real Madrid. Il suo obiettivo quest'anno sarà vincere la Champions League.

- Kim Hunter - È la sorellastra di Alex, che gioca nella Nazionale degli Stati Uniti. Il suo obiettivo sarà quello di vincere il Mondiale femminile 2019.

- Danny Williams - È un giocatore che Alex ha conosciuto ai provini della Premier League. Il suo obiettivo sarà quello di avere un posto nella sua squadra, prendendo il posto di Alex, e vincere la Champions League.

### Modalità carriera
- Carriera allenatore - In questa modalità si impersona un allenatore che ha il dovere di gestire una squadra e il potere di acquistare con un budget preimpostato implementabile in seguito a particolari traguardi eventualmente raggiunti.

- Carriera giocatore - In questa modalità si impersona un giocatore reale o creato dall'utente che può giocare vari incontri e allenarsi per migliorarsi.

## Campionati
Per quanto riguarda le licenze, le principali novità sono l'aggiunta delle licenze ufficiali di UEFA Champions League, UEFA Europa League e UEFA Super Cup, che mancavano dal 2007. Fra le altre novità ci sono il ritorno della Serie A, chiamata Calcio A negli anni precedenti l'aggiunta della Chinese Super League.
- A-League
- Airtricity League
- Dawri Jameel
- Allsvenskan
- Premier League
- FL Championship
- Football League 1
- Football League 2
- Bundesliga
- Bundesliga
- 2.Bundesliga
- 3. Liga
- Campeonato Brasileiro Série A[4]
- Ekstraklasa
- Eredivisie
- Jupiler League
- Meiji Yasuda J1
- K-League
- Liga Bancomer MX
- La Liga
- LaLiga 2
- Primeira Liga[5]
- Liga Aguila
- Ligue 1
- Ligue 2
- Major League Soccer
- Campeonato Scotiabank[6]
- Superliga Quilmes Clasica[7]
- Raiffeisen Super League
- Scottish Premiership
- Serie A TIM
- Calcio B[8]
- Süper Lig
- Superligaen
- Tippeligaen
- CSL

Sono presenti inoltre vari club nella sezione "Resto del Mondo" e molte squadre nazionali, molte delle quali senza licenza ma con nomi dei giocatori reali, e alcune con nomi di giocatori generici.
La demo è uscita il 13 settembre con 10 squadre di club europee.

## Stadi
Dal precedente capitolo sono stati aggiunti 23 nuovi stadi, di cui 16 de La Liga, 4 della Premier League e quelli di Spartak Mosca, di Borussia Dortmund e di Atlanta United. Come nella precedente edizione, non è presente il Camp Nou essendo un'esclusiva della Konami e quindi di PES 2019.
Elenco Stadi con licenza
| Stadio                     | Squadra                  | Luogo                                      |
| -------------------------- | ------------------------ | ------------------------------------------ |
| Anfield                    | Liverpool                | Inghilterra (bandiera)                     |
| Emirates Stadium           | Arsenal                  | Inghilterra (bandiera)                     |
| Goddison Park              | Everton                  | Inghilterra (bandiera)                     |
| St. James' Park            | Newcastle                | Inghilterra (bandiera)                     |
| St. Mary's Stadium         | Southampton              | Inghilterra (bandiera)                     |
| Stramford Bridge           | Chelsea                  | Inghilterra (bandiera)                     |
| Vicarage Road              | Watford                  | Inghilterra (bandiera)                     |
| Selhurst Park              | Crystal Palace           | Inghilterra (bandiera)                     |
| London Stadium             | West Ham United          | Inghilterra (bandiera)                     |
| Old Trafford               | Manchester United        | Inghilterra (bandiera)                     |
| King Power Stadium         | Leicester                | Inghilterra (bandiera)                     |
| Etihad Stadium             | Manchester City          | Inghilterra (bandiera)                     |
| Vitality Stadium           | Bournemouth              | Inghilterra (bandiera)                     |
| Turf Moor                  | Burnley                  | Inghilterra (bandiera)                     |
| The Amex Stadium           | Brighton & Hove Albion   | Inghilterra (bandiera)                     |
| Kirklees Stadium           | Huddersfield             | Inghilterra (bandiera)                     |
| Craven Cottage             | Fulham                   | Inghilterra (bandiera)                     |
| Cardiff City Stadium       | Cardiff                  | Inghilterra (bandiera)                     |
| Molineux Stadium           | Wolverhampton Wanderers  | Inghilterra (bandiera)                     |
| Tottenham Hotspur Stadium  | Tottenham                | Inghilterra (bandiera)                     |
| Wembley Stadium            | Inghilterra              | Inghilterra (bandiera)                     |
| Stadium of Light           | Sunderland               | Inghilterra (bandiera)                     |
| KCOM Stadium               | Hull City                | Inghilterra (bandiera)                     |
| Carrow Road                | Norwich                  | Inghilterra (bandiera)                     |
| Villa Park                 | Aston Villa              | Inghilterra (bandiera)                     |
| Loftus Road                | QPR                      | Inghilterra (bandiera)                     |
| Fratton Park               | Portsmouth               | Inghilterra (bandiera)                     |
| Riverside Stadium          | Middlesbrough            | Inghilterra (bandiera)                     |
| Stoke City FC Stadium      | Stoke City               | Inghilterra (bandiera)                     |
| The Hawthorns              | West Bromwich Albion     | Inghilterra (bandiera)                     |
| Liberty Stadium            | Swansea                  | Inghilterra (bandiera)                     |
| Parc des Princes           | PSG                      | Francia (bandiera)                         |
| Orange Vélodrome           | Marsiglia                | Francia (bandiera)                         |
| Allianz Arena              | Bayern Monaco            | Germania (bandiera)                        |
| BORUSSIA-PARK              | Borussia Monchengladbach | Germania (bandiera)                        |
| Veltins Arena              | Schalke 04               | Germania (bandiera)                        |
| Olympiastadion             | Herta Berlino            | Germania (bandiera)                        |
| Volksparkstadion           | Amburgo                  | Germania (bandiera)                        |
| Signal Iduna Park          | Borussia Dortmund        | Germania (bandiera)                        |
| Allianz Stadium            | Juventus                 | Italia (bandiera)                          |
| San Siro                   | Milan e Inter            | Italia (bandiera)                          |
| Stadio Olimpico            | Roma e Lazio             | Italia (bandiera)                          |
| Donbass Arena              | Shaktar Donetsk          | Ucraina (bandiera)                         |
| Otkrytie Arena             | Spartak Mosca            | Russia (bandiera)                          |
| Johan Cruyff Arena         | Ajax Amsterdam           | Paesi Bassi (bandiera)                     |
| BC Place Stadium           | Vancouver Whitecaps      | Canada (bandiera) · Stati Uniti (bandiera) |
| CenturyLink Field          | Seattle Sounders         | Canada (bandiera) · Stati Uniti (bandiera) |
| StubHub Center             | Los Angeles Galaxy       | Canada (bandiera) · Stati Uniti (bandiera) |
| Mercedes-Benz-Arena        | Atlanta United           | Canada (bandiera) · Stati Uniti (bandiera) |
| Wanda Metropolitano        | Atletico Madrid          | Spagna (bandiera)                          |
| Santiago Bernabéu          | Real Madrid              | Spagna (bandiera)                          |
| Estadio Mestalla           | Valencia                 | Spagna (bandiera)                          |
| Estadio ABANCA-Riazor      | Deportivo La Coruña      | Spagna (bandiera)                          |
| Estadio Benito Villamarín  | Real Betis               | Spagna (bandiera)                          |
| Estadio La Rosaleda        | Málaga                   | Spagna (bandiera)                          |
| Estadio San Mamés          | Athletic Bilbao          | Spagna (bandiera)                          |
| Ramón Sánchez-Pizjuán      | Sevilla                  | Spagna (bandiera)                          |
| Coliseum Alfonso Pérez     | Getafe                   | Spagna (bandiera)                          |
| Estadio de Gran Canaria    | UD Las Palmas            | Spagna (bandiera)                          |
| Estadio de la Cerámica     | Villareal                | Spagna (bandiera)                          |
| RCDE Stadium               | Espanyol                 | Spagna (bandiera)                          |
| Estadio de Balaídos        | Celta Vigo               | Spagna (bandiera)                          |
| Municipal de Ipurua        | Eibar                    | Spagna (bandiera)                          |
| Estadio Ciutat de València | Levante                  | Spagna (bandiera)                          |
| Estadio de Anoeta          | Real Sociedad            | Spagna (bandiera)                          |
| Municipal de Butarque      | Leganés                  | Spagna (bandiera)                          |
| Estadio de Mendizorrotza   | Alavés                   | Spagna (bandiera)                          |
| Estadio de Montilivi       | Girona                   | Spagna (bandiera)                          |
| El Monumental              | River Plate              | Argentina (bandiera)                       |
| La Bombonera               | Boca Juniors             | Argentina (bandiera)                       |
| Estadio Azteca             | Club América             | Messico (bandiera)                         |
| King Abdullah Sports City  | Al-Ittihad e Al-Ahli     | Arabia Saudita (bandiera)                  |
| King Fahd Stadium          | Arabia Saudita           | Arabia Saudita (bandiera)                  |
| Panasonic Stadium Suita    | Gamba Osaka              | Giappone (bandiera)                        |

Elenco stadi generici
Al Jayeed Stadium
Aloha Park
Arena del Centenario
Arena D’Oro
Court Lane
Crown Lane
Eastpoint Arena
El Grandioso
El Libertador
Estadio de las Artes
Estadio El Medio
Estadio Presidente G.Lopes
Euro Park
FIWC Stadium*
Forest Park Stadium
Ivy Lane
Molton Road
O Dromo
Sanderson Park
Stade Municipal
Stadio Classico
Stadion 23. Maj
Stadion Europa
Stadion Hanguk
Stadion Neder
Stadion Olympik
Town Park
Union Park Stadium
Waldstadion

## Critiche
Nel dicembre del 2018 è divenuto virale l'hashtag #changecareermode, utilizzato da acquirenti inglesi, tedeschi ed anche italiani poiché la modalità Carriera presente nel videogioco è rimasta invariata rispetto ai titoli degli anni precedenti.

## Colonna sonora
- Andreya Triana - Beautiful People
- Atomic Drum Assembly - Island Life
- Bakar - Big Dreams
- Bantu & Dr. Chaii - Jackie Chan
- Bas feat. J. Cole - Tribe
- BC Unidos feat. U.S. Girls and Ledinsky - Take It Easy
- Bearson feat. Lemaitre and Josh Pan - It's Not This
- Billie Eilish - You Should See Me in a Crown
- Bob Moses - Heaven Only Knows
- Broods - Peach
- Bugzy Malone feat. JP Cooper - Ordinary People
- Childish Gambino - Feels Like Summer
- Confidence Man - Out the Window
- Courtney Barnett - City Looks Pretty
- Crystal Fighters - Another Level
- Death Cab For Cutie - Gold Rush
- Easy Life - Pockets
- Ghali - Habibi
- Gizmo Varillas & Baio - Losing You (Baio Remix)
- Husky Loops feat. MEI and Count Counsellor - Everytime I Run
- I Prevail - Gasoline
- Jacob Banks - Love Ain’t Enough
- Jungle - Beat 54 (All Good Now)
- Knocked Loose - Mistakes Like Fractures
- Kojey Radical feat. Mahalia and Swindle - Water
- LADAMA - Porro Maracatu (TOY SELECTAH Remix)
- Lao Ra - Pa’lante
- Logic feat. Young Sinatra - Warm It Up
- LSD (Labrinth, feat. Sia and Diplo) - Genius
- Mansionair - Violet City
- No/Me - Consistent
- NoMBe feat. Big Data - Drama
- Ocean Wisdom - Tom & Jerry
- Octavian - Lightning
- Peggy Gou - It Makes You Forget (Itgehane)
- Sam Fender - Play God
- Stealth - Truth Is
- Stereo Honey - Where No One Knows Your Name
- SUN SILVA - Blue Light
- Tom Misch feat. Loyle Carner, Barney Artist and Rebel Kleff - Good to Be Home
- Tove Styrke - Sway
- Wovoka Gentle - 1000 Opera Singers Working In Starbucks
- Yolanda Be Cool feat. Kwanzaa Posse - Musika
- Young Fathers - Border Girl